# Casa al carrer de la Terrica i carrer de l'Església (Riudaura)
La Casa al carrer de la Terrica i carrer de l'Església és una obra de Riudaura (Garrotxa) inclosa a l'Inventari del Patrimoni Arquitectònic de Catalunya.

## Descripció
És una casa situada al final del Carrer de La Terrica, xamfrà amb el Carrer de l'Església. És de planta rectangular i teulat a dues aigües amb els ràfecs bellament ornats amb sanefes de terracuita pintada de colors blanc i vermell.
Disposa de baixos (amb gran porta central feta amb carreus molt ben tallats), pis-habitatge amb dos grans balcons al mig dels quals hi ha una vella fornícula per acollir-hi la imatge d'un sant; aquesta avui no hi és, restant únicament una base amb data 1800. El pis superior era destinat a golfes i talment com la resta de la casa estan del tot deshabitades.

## Història
Riudaura és un petit nucli urbà que va néixer a l'ombra del monestir de Santa Maria. L'estructura d'alguns dels seus carrers és plenament medieval, però la majoria corresponen al segle xviii, moment en què es bastiren i remodelaren part dels habitatges que estructuren la plaça del Gambeto; durant la centúria següent es remodelaren i aixecaren de nova planta algunes de les construccions situades en els carrers que desemboquen a l'esmentada plaça.